# Афтенюк, Семён Яковлевич
Семён Яковлевич Афтенюк — советский хозяйственный, государственный и политический деятель, член-корреспондент Академии наук Молдавской ССР.

## Биография
Родился в 1906 году в селе Стренцы. Член ВКП(б) с 1930 года.
С 1932 года — на хозяйственной, общественной и политической работе. В 1932—1980 гг. — на педагогической работе, преподаватель Тираспольского государственного педагогического института имени Т. Г. Шевченко, преподаватель Кишинёвского государственного педагогического института, участник Великой Отечественной войны, министр просвещения Молдавской ССР, секретарь ЦК КП(б) Молдавии по кадрам, на научно-педагогической работе, директор, старший научный сотрудник Института истории партии при ЦК КП Молдавской ССР, доктор исторических наук, профессор.
Избирался депутатом Верховного Совета СССР 2-го созыва.
Умер 2 февраля 1983 года в городе Кишиневе.